# 道格马莱站
道格马莱站是里加-陶格夫匹尔斯铁路线上的一个火车站；车站位于拉脱维亚首都里加市的市郊。